# Sancho VI av Navarra
Sancho VI (1133–27 juni 1194) den vise var kung över Navarra mellan åren 1150 till 1194. Han var son till García VI Ramírez och dennes hustru Marguerite de l'Aigle. Sancho var den förste att titulera sig kung över Navarra. De föregående kungarna kallade sig för kung över Pamplona. 
Sanchos regeringstid var fullt med konflikter med Aragonien och Kastilien. Han var också en mycket flitig byggare och han grundade många kloster och andra byggnader. Sanchos förde också Navarra ut till europeiska politiken. Under den första tiden som Sancho var kung hade han blivit tvingad till att skriva över en hel del land till Kastilien och Aragonien. Kastilien behöll vad de hade tagit men han fick kompensation av Aragoniens kung Alfonso II och de slöt, år 1190, en pakt med Aragonien för att hindra Kastiliens expansion. 
Sancho VI gift sig med Sancha av Kastilien år 1157 och de fick följande barn: 
- Sancho VII av Navarra
- Ferdinand
- Ramiro, biskop av Pamplona
- Berengaria av Navarra (dog 1230 eller 1232), gifte sig med Richard I av England
- Constance
- Blanca av Navarra gifte sig med Greve Theobald III av Champagne

Sancho VI dog 27 juni 1194 i Pamplona.